# Pitcairnia caricifolia
Pitcairnia caricifolia là một loài thực vật có hoa trong họ Bromeliaceae. Loài này được Mart. ex Schult. & Schult.f. miêu tả khoa học đầu tiên năm 1830.